# Hřebečské důlní stezky
Hřebečské důlní stezky jsou naučné turistické stezky pro pěší a cyklisty o celkové délce přes 70 km, které se nachází na Hřebečovském hřbetu a okolí Moravské Třebové.

## Popis
Hřebečské důlní stezky byly vytvořeny v letech 2007–2010 v oblasti, kde probíhala těžba uhlí, žáruvzdorných jílů a lupků, a přírodní rezervací Rohová.
Doporučeným výchozím bodem je parkoviště u vyhlídky U Tety v obci Hřebeč nad Hřebečským tunelem odkud je možné se vydat na několik okruhů. Na 22 panelech jdou údaje, které seznamují návštěvníky s historií hornictví Hřebečska, přírodními pamětihodnostmi a kulturními památkami. 
Okruhy jsou uzpůsobené fyzické zdatnosti návštěvníků, takže je mohou absolvovat rodiny s dětmi, senioři nebo cyklisté. Stezky jsou značeny modrým proužkem pro pěší turisty a pro cyklisty žlutým případně oranžovým. Součástí je i naučná stezka Boršovský les zpřístupněna v roce 2009 státním podnikem Lesy ČR. Další místa, která souvisí s okruhy je Průmyslové muzeum Mladějov s Mladějovskou úzkorozchodnou železnicí a geologická expozice v zámku Moravská Třebová.

## Okruhy
Seznam okruhů podle zdroje
- Mladějovský vrch – Mladějovská hájenka (délka 0,5 km)
- Mladějovské skály – Pod Skálou (1,4 km)
- Kunčina – Nová Ves (4,2 km)
- Mladějovské hradisko – Mladějovská hájenka (0,9 km)
- Mladějov na Moravě – Rychnov na Moravě (4,9 km)
- Rychnovský les (2,3 km)
- Rychnov na Moravě – Radišov (2,5 km)
- Rychnov na Moravě (2,5 km)
- K závodu Hřebeč (0,5 km)
- Dětřichovská hájenka – Nová ves (3 km)
- Důl Josef – důl Gerhard – silnice (1,9 km)
- Kunčina – Moravská Třebová (4,1 km)
- Nová Ves – Josefka (4 km)
- Moravská Třebová – Hřebeč (9,7 km)
- Josefka – Nad Doly (1,2 km)
- Radišov – Kunčina (4,7 km)

## Zajímavá místa

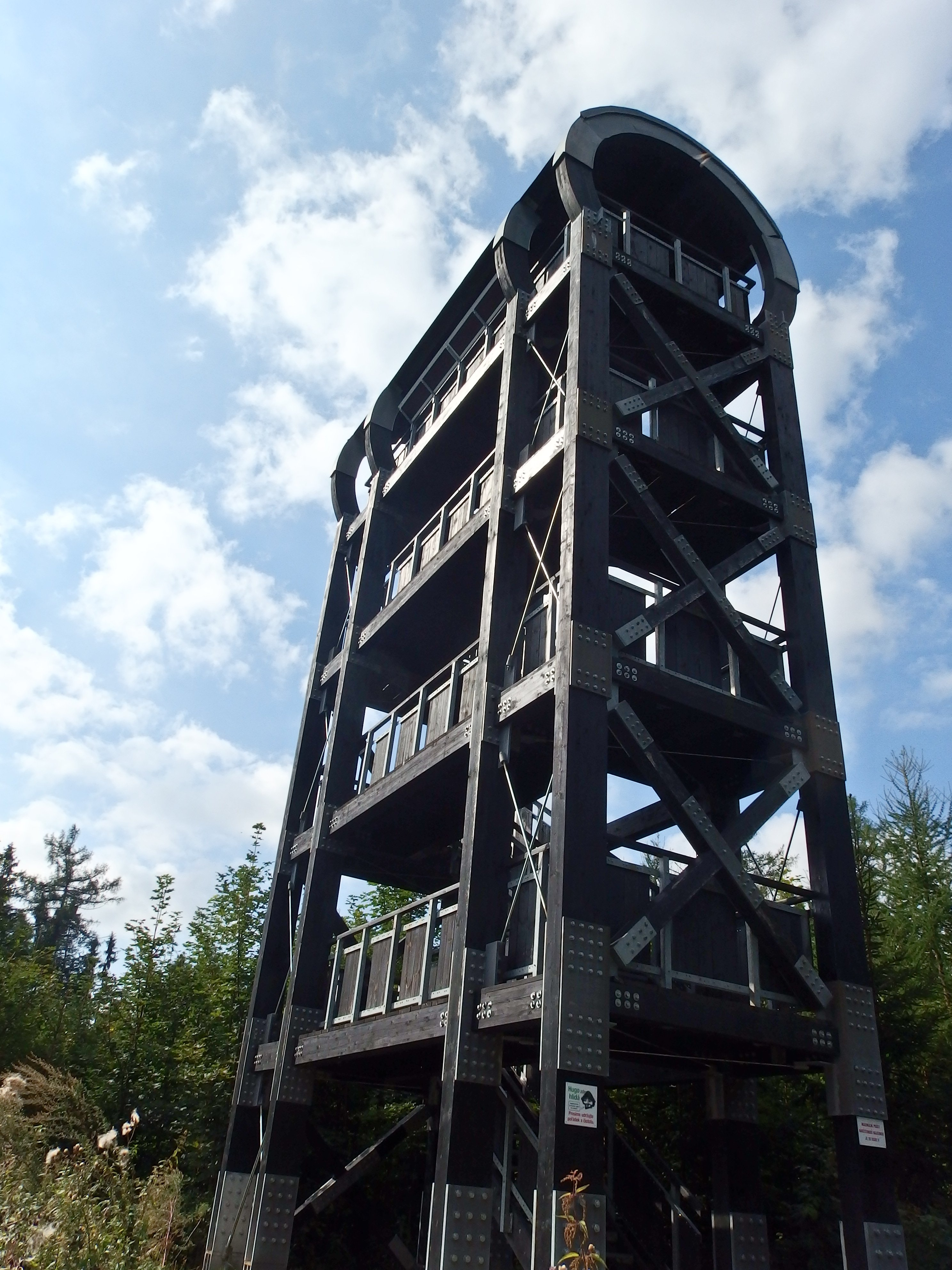
Rozhledna Strážný vrch

- Vyhlídková plošina Nad Doly
- Přírodní rezervace Rohová
- Udánské hradisko
- Rozhledna Strážný vrch
- Rezavý potok
- Hradiště Dlouhá Loučka
- Hrad Hauseberg